# افرای دندان‌بزرگ
افرای دندان‌بزرگ (نام علمی: Acer grandidentatum) نام یک گونه از سرده افرا است.